# 岩崎忠夫
岩崎 忠夫（いわさき ただお、1942年12月8日 - ）は、日本の政治家、弁護士（司法修習未修了ながら司法試験合格者として国会議員在職5年以上で100時間の研修経て弁護士資格取得）。衆議院議員（2期）を務めた。長野県佐久市出身。

## 来歴
長野県佐久市に生まれ。岩村田小学校、岩村田中学校、上田高等学校を経る。
- 1965年
  - 3月 - 東京大学法学部卒業[要出典]
  - 4月 - 自治省に入省
- 1982年11月 - 富山県総務部長
- 1990年7月 - 自治省行政局行政課長
- 1991年10月 - 岐阜県副知事
- 1993年9月 - 自治省消防庁次長
- 1994年7月 - 自治省自治大学校長
- 1995年8月 - 国土庁地方振興局長
- 2000年6月 - 第42回衆議院議員総選挙で長野3区で衆議院議員初当選（自民党・比例北陸信越ブロック）党教育・文化・スポーツ関係団体委員会、社会福祉・環境関係団体委員会 副委員長
- 2001年1月 - 党農林水産関係団体委員会 副委員長・党情報・通信関係団体委員会 副委員長
- 2003年11月 - 衆議院議員2期目当選（自民党・比例北陸信越ブロック）衆議院倫理選挙特別委員会理事・党国土交通部会、党総務部会 副部会長
- 2004年
  - 1月 - 党組織局 次長・党商工・中小企業関係団体委員会 副委員長・党情報・通信関係団体委員会 副委員長
  - 9月 - 国土交通大臣政務官
- 2005年9月 - 第44回衆議院議員総選挙で長野3区で自民党から衆議院選挙出馬（落選）
- 2009年8月 - 第45回衆議院議員総選挙で長野3区から4度目の衆院選出馬（落選）

## 不祥事
2003年の衆議院選挙において、運動員が選挙運動に絡んで現金を渡して票の取りまとめを依頼したとして、公職選挙法違反の疑いで岩崎後援会丸子支部会長および運動員ら6人が逮捕された。

## 政策
- 選択的夫婦別姓制度の導入に反対[2]。